# Schaatsen op de Olympische Winterspelen 2006 - 5000 meter vrouwen
De 5000 meter vrouwen op de Olympische Winterspelen 2006 werd op zaterdag 25 februari 2006 verreden in de Oval Lingotto in Turijn, Italië.

## Tijdschema
| Datum                | Lokale tijd | MET   |
| -------------------- | ----------- | ----- |
| zaterdag 25 februari | 14:30       | 14:30 |

## Records
| Titelhouder      | Claudia Pechstein | Duitsland |         |
| Wereldrecord     | Claudia Pechstein | Duitsland | 6.46,91 |
| Olympisch record | Claudia Pechstein | Duitsland | 6.46,91 |

## Verslag
De openingsschermutselingen boden zoals gebruikelijk weinig vertier. Tegenvallend was het optreden van Katarzyna Wójcicka, toch de aangename verrassing van het vrouwentoernooi. De Poolse eindigde zelfs als laatste. Lucille Opitz, de vervanger van Anni Friesinger, kwam evenmin tot grootse daden. Anna Rokita was primus na twee ritten, met 7.16,75. Dat was zelfs een Oostenrijks record, sneller nog dan Emese Hunyady.
Renate Groenewold verscheen vlak voor de dweil op het ijs. Op dat moment leidde Eriko Ishino de dans (7.12,48). Groenewold trad aan tegen Kristina Groves, de zilverenmedaillewinnares op de 1500 meter. De Nederlandse kon tot 3000 meter mee met haar Canadese opponente, maar moest daarna lossen. De rondetijden liepen snel op en van enig herstel was geen sprake meer. Uiteindelijk finishte Groenewold in een tegenvallende 7.11,32 als negende.
Groves deed het met 7.03,95 aanmerkelijk beter en zette de tot dan toe snelste tijd neer. In het volgende paar startte Maren Haugli uitmuntend, om vervolgens Catherine Raney langszij te zien komen. De Amerikaanse strandde net op de tijd van Groves: 7.04,91. Carien Kleibeuker maakte hierna haar olympische debuut, tegen Daniela Anschütz. Onze landgenote belandde al snel in de hoge 33'ers, en moest Anschütz laten rijden.
Anschütz reed heel berekenend en liet de klok stilstaan bij 7.02,82. Kleibeuker moest bijna tien seconden prijsgeven op de Duitse: 7.12,18. Bij de eindafrekening vond Kleibeuker zichzelf terug als tiende.
Het een-na-laatste paar was een confrontatie tussen Martina Sáblíková en Cindy Klassen. De viervoudig medaillewinnares begon met een 31'er en wist daarna enkele 32'ers te klokken. De jonge Sablikova reed haar eigen race en liet zich niet gek maken door Klassen. De Canadese koerste af op een toptijd van 7.00,57, met een 36'er als slotronde. Sablikova kwam erg sterk opzetten en vestigde met 7.01,38 een persoonlijk record.
In de slotrit kruisten Claudia Pechstein en Clara Hughes de degens. Beide stayers konden het schema van Klassen niet omarmen en verloren te veel tijd. In de laatste rondjes heroverden Pechstein en Hughes veel tijd op Klassen en ontstond er een boeiend gevecht op twee fronten: enerzijds het duel Pechstein/Hughes en anderzijds de strijd met de tijd van Klassen. In de laatste twee omlopen nam Hughes afstand van Pechstein en door de magere slotronde van Klassen betekent dat eveneens goud voor de voormalige wielrenster.

## Statistieken

### Uitslag
| #      | Naam               | Land | Tijd    | Verschil |
| ------ | ------------------ | ---- | ------- | -------- |
| Goud   | Clara Hughes       | CAN  | 6.59,07 |          |
| Zilver | Claudia Pechstein  | GER  | 7.00,08 | + 1,01   |
| Brons  | Cindy Klassen      | CAN  | 7.00,57 | + 1,50   |
| 4      | Martina Sáblíková  | CZE  | 7.01,38 | + 2,31   |
| 5      | Daniela Anschütz   | GER  | 7.02,82 | + 3,75   |
| 6      | Kristina Groves    | CAN  | 7.03,95 | + 4,88   |
| 7      | Catherine Raney    | USA  | 7.04,91 | + 5,84   |
| 8      | Maren Haugli       | NOR  | 7.06,08 | + 7,01   |
| 9      | Renate Groenewold  | NED  | 7.11,32 | + 12,25  |
| 10     | Carien Kleibeuker  | NED  | 7.12,18 | + 13,11  |
| 11     | Eriko Ishino       | JPN  | 7.12,48 | + 13,41  |
| 12     | Anna Rokita        | AUT  | 7.16,75 | + 17,68  |
| 13     | Maki Tabata        | JPN  | 7.18,05 | + 18,98  |
| 14     | Lucille Opitz      | GER  | 7.18,06 | + 18,99  |
| 15     | Wang Fei           | CHN  | 7.22,90 | + 23,83  |
| 16     | Katarzyna Wójcicka | POL  | 7.28,09 | + 29,02  |

### Loting
| Rit        | Baan   | Schaatser          | Tijd (rang)  |
| ---------- | ------ | ------------------ | ------------ |
| 1          | Binnen | Maki Tabata        | 7.18,05 (13) |
| 1          | Buiten | Katarzyna Wójcicka | 7.28,09 (16) |
| 2          | Binnen | Lucille Opitz      | 7.18,06 (14) |
| 2          | Buiten | Anna Rokita        | 7.16,75 (12) |
| 3          | Binnen | Wang Fei           | 7.22,90 (15) |
| 3          | Buiten | Eriko Ishino       | 7.12,48 (11) |
| 4          | Binnen | Renate Groenewold  | 7.11,32 (9)  |
| 4          | Buiten | Kristina Groves    | 7.03,95 (6)  |
| Dweilpauze |        |                    |              |
| 5          | Binnen | Catherine Raney    | 7.04,91 (7)  |
| 5          | Buiten | Maren Haugli       | 7.06,08 (8)  |
| 6          | Binnen | Carien Kleibeuker  | 7.12,18 (10) |
| 6          | Buiten | Daniela Anschütz   | 7.02,82 (5)  |
| 7          | Binnen | Martina Sáblíková  | 7.01,38 (4)  |
| 7          | Buiten | Cindy Klassen      | 7.00,57 (3)  |
| 8          | Binnen | Claudia Pechstein  | 7.00,08 (2)  |
| 8          | Buiten | Clara Hughes       | 6.59,07 (1)  |

## IJs- en klimaatcondities
| Tijd             | 14:30    | 17:08    | 17:38    | 18:20    |
| Paar             | 1        | 4        | 5        | 18       |
| Luchttemperatuur | 14,9 °C  | 15,0 °C  | 15,5 °C  | 15,3 °C  |
| IJstemperatuur   | -8,6 °C  | -8,6 °C  | -8,5 °C  | -8,6 °C  |
| Luchtvochtigheid | 35%      | 35%      | 35%      | 35%      |
| Luchtdruk        | 1001 hPa | 1001 hPa | 1001 hPa | 1001 hPa |

1988 · 
1992 · 
1994 · 
1998 · 
2002 · 
2006 · 
2010 · 
2014 · 
2018 ·
2022